# بهرانة
بَهْرَانَة جنس من النباتات العصاري التي تنتمي إلى عائلة الهليونية، موطنها المناطق الاستوائية في المكسيك ومنطقة البحر الكاريبي وأمريكا الوسطى وشمال أمريكا الجنوبية. تم تجنيس بعض الأنواع أيضاً في أجزاء من إفريقية والولايات المتحدة (فلوريدا) والبرتغال وتايلاند والهند وأستراليا، وكذلك في العديد من الجزر المحيطية.    أنواعه عديدة قريبة الشبه من الباهرة. أوراقها قرصية الانتشاب، لحمية النصل شائكة الحتار. إزهرارها عنقودي الشكل. أزهارها دولابية التجميع تتميز بأسديتها الغليظة المتك والحويط.